# 안시 (프랑스)

론알프 지방의 위치

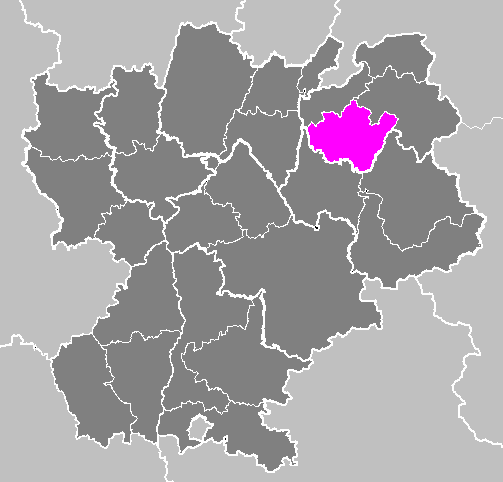
론알프 지방에서의 안시의 위치

안시(프랑스어: Annecy, 이탈리아어: Annesì, 프랑코프로방스어: Èneci)는 프랑스 남동부 오베르뉴론알프 지방의 오트사부아주 데파르망의 현이자 가장 큰 도시이다. 스위스 제네바에서 남쪽으로 35km 떨어진 안시호 북쪽 끝에 있다. 호수와 산 사이의 위치를 설명하는 라울 블랑샤르의 논문에서 “프랑스 알프스의 진주”라고 불리는 이 도시는 호수 협곡의 북쪽 입구를 통제한다. 호수와 보호된 셈노즈산 사이에 사용 가능한 건물부지가 부족하기 때문에 인구는 1950년 이후로 약 50,000명의 주민으로 정체 상태를 유지했다. 그러나 2017년 여러 이전 코무네와 합병으로 도시 인구가 126,924명, 170,753명으로 확장되었다. 도시 지역, 안시는 오베르뉴론알프 지역에서 7위를 차지했다.
13세기의 제네바 백작에서 14세기의 사보이 백작으로 전환하면서, 이 도시는 1434년에 1659년까지 제네부아-느무르의 특권 기간 동안 사보이의 수도가 되었다. 그 역할은 1536년에 증가했다. 제네바에서 칼뱅주의 종교개혁이 일어나는 동안 주교는 안시로 피신했다. 성 프란치스코 드 살레는 안시에게 반종교개혁으로 알려진 고위급 가톨릭 성채 역할을 부여했다. 이후 대성당과 수도원이 건립되었다. 프랑스 혁명 기간 중인 프랑스는 사보이의 합병을 통해 이 도시를 병합했다. 이후 부르봉 왕정복고로 다시 사보이 공국의 세르데냐 왕국에 넘어갔지만, 1860년 토리노 조약이 체결되어 완전한 프랑스의 영토가 되었다.
때때로 “알프스의 베니스”라고 불리는 이 목가적이고, 관광적인 표현은 세 개의 운하와 티우강에서 유래한다. 이 도시는 19세기에 실크 제조로 산업 발전을 경험했다. 산업 유산 중 일부는 오늘날 NTN-SNR 베어링의 본사인 솔로몬(Salomon), 앙트르몽(Entremont) 및 닷소 항공(Dassault Aviation)에 남아 있다.
19세기 말부터 안시는 1956년 성 보수 공사와 미술관 개관, 1963년부터 봉리외의 문화 센터에서 열리는 애니메이션 영화제를 통해 호수의 여름 시설, 겨울 휴양지 및 문화적 매력을 중심으로 관광을 발전시켰다. 시립 환경 정책은 녹지 공간과 도시의 40.3%를 유지하는 데 성공했으며, 2015년에는 프랑스에서 가장 꽃이 만발한 9개 도시에 주어지는 “황금꽃”을 수상했다. 1973년 사보이 대학교 설립 이후 교육 분야가 성장하고 있다.
동계 스포츠의 중심지로, 2018년 동계올림픽 유치를 신청하였으나 평창의 승리로 탈락하였다.

## 지리
피에르강은 코무네의 북서쪽 경계선의 일부를 형성한다. 주변 산은 몽베히에(Mont Veyrier), 몽셈노즈(Mont Semnoz), 라 투르네트(La Tournette) 및 파르멜랑(Parmelan)이다.

## 역사
르 비유 안시(“옛 안시”, 이전에 이웃 마을이었으나 지금은 안시로 합병된 안시-르비유와 혼동하지 말 것)는 로마 시대부터 정착촌이었다. 안시는 10세기부터 제네바 또는 제네부아 백작의 궁정이었다. 1401년 사보이 백작에게 넘어갔다. 1444년에는 제네부아, 포시니, 보포르 탱 지방의 수도가 되었다.

### 반개혁주의
칼뱅주의의 발전과 함께 안시는 반종교개혁의 중심지가 되었고, 1535년에 제네바의 옛 주교구가 이곳으로 이전되었다. 살레의 프란치스코는 1567년 프랑스 살레에서 태어나 1602년부터 안시의 주교를 지냈다. 1622로; 그의 유물은 대성당에 보존되어 있다. 프랑스 혁명 동안 사보이 지역은 프랑스에 의해 정복되었다. 안시는 수도가 샹페리인 몽블랑 부서에 속하게 되었다. 가톨릭 교구는 1801년에 진압되었다.

### 근세
1815년 부르봉 왕조가 복원된 후 안시는 사르데냐 왕에게 반환되었고, 가톨릭 교구는 1822년에 복원되었다. 1860년 토리노 조약으로 사보이가 프랑스에 합병되었을 때, 안시는 새로운 오트사부아 데파르망의 수도가 되었다. 안시는 1949년 제2차 관세 및 무역에 관한 일반협정 (GATT) 회담이 열린 곳이었다. 2012년에는 안시 지역에서 여러 건의 살인 사건이 발생했다.
새로운 지자체는 안시-르비유, 크랜 게브리어, 메테트, 핑이, 그리고 세이노드의 이전 코뮌과의 합병으로 2017년 1월 1일에 설립되었다.

## 행정
안시는 4개 주(안시-1, 안시-2, 안시-3 및 안시-4)의 일부이자, 오트사부아주의 현이다.
2017년부터 안시는 6개의 대표 도시(안시 르 비유, 크랜 게브리어, 메테트; 핑이, 그리고 세이노드)로 구성되었다. 지방 정부는 202명의 의원으로 구성된 시의회로 구성된다. 각 코뮌 대표의 구성원 수는 인구에 따라 달라진다. 시장은 2007년부터 Jean-Luc Rigaut( UDI)이다.
안시의 상호 공동체인 안시 광역권은 34개의 지방 자치 단체를 포함한다.

## 인구
| 연도 | 인구   | ±% p.a. |
| ---- | ------ | ------- |
| 1793 | 4,440  | —       |
| 1800 | 5,130  | +2.09%  |
| 1806 | 5,467  | +1.07%  |
| 1822 | 5,724  | +0.29%  |
| 1838 | 8,252  | +2.31%  |
| 1848 | 8,547  | +0.35%  |
| 1858 | 10,374 | +1.96%  |
| 1861 | 9,370  | −3.34%  |
| 1866 | 11,554 | +4.28%  |
| 1872 | 11,581 | +0.04%  |
| 1876 | 10,976 | −1.33%  |
| 1881 | 11,334 | +0.64%  |
| 1886 | 11,817 | +0.84%  |
| 1891 | 11,947 | +0.22%  |
| 1896 | 12,894 | +1.54%  |
| 1901 | 13,611 | +1.09%  |
| 1906 | 14,351 | +1.06%  |

| 연도 | 인구    | ±% p.a. |
| ---- | ------- | ------- |
| 1911 | 15,622  | +1.71%  |
| 1921 | 15,004  | −0.40%  |
| 1926 | 17,233  | +2.81%  |
| 1931 | 20,289  | +3.32%  |
| 1936 | 23,293  | +2.80%  |
| 1946 | 26,722  | +1.38%  |
| 1954 | 33,114  | +2.72%  |
| 1962 | 43,255  | +3.40%  |
| 1968 | 54,484  | +3.92%  |
| 1975 | 53,262  | −0.32%  |
| 1982 | 49,965  | −0.91%  |
| 1990 | 49,644  | −0.08%  |
| 1999 | 50,348  | +0.16%  |
| 2006 | 51,023  | +0.19%  |
| 2012 | 50,943  | −0.03%  |
| 2017 | 126,924 | +20.03% |

|  | 기술적 문제로 인해 그래프를 일시적으로 사용할 수 없습니다. 파브리케이터와 미디어위키 위키에 더 자세한 정보가 있습니다. |

## 기후
안시는 비교적 내륙에 위치함에도 불구하고 해양성 기후(쾨펜의 기후 구분 Cfb)를 가지고 있다. 고도의 영향을 받아 여름은 평균적으로 다소 온건하지만, 극단적인 열 스파이크로 인해 매우 가변적일 수 있다. 겨울은 가끔 영하의 기온을 보이지만, 찬비가 자주 내리는 낮에는 대부분 한 자릿수를 유지한다. 밤에는 공기 서리가 정상이며, 강설량은 드문 일이 아니다.
| 안시의 기후              | 안시의 기후  | 안시의 기후 | 안시의 기후 | 안시의 기후  | 안시의 기후  | 안시의 기후 | 안시의 기후  | 안시의 기후  | 안시의 기후  | 안시의 기후  | 안시의 기후  | 안시의 기후  | 안시의 기후     |
| 월                       | 1월          | 2월         | 3월         | 4월          | 5월          | 6월         | 7월          | 8월          | 9월          | 10월         | 11월         | 12월         | 연간            |
| ------------------------ | ------------ | ----------- | ----------- | ------------ | ------------ | ----------- | ------------ | ------------ | ------------ | ------------ | ------------ | ------------ | --------------- |
| 역대 최고 기온 °C (°F)   | 16.5 (61.7)  | 20.3 (68.5) | 24.3 (75.7) | 27.4 (81.3)  | 32.6 (90.7)  | 35.1 (95.2) | 38.0 (100.4) | 38.5 (101.3) | 31.9 (89.4)  | 26.5 (79.7)  | 22.3 (72.1)  | 19.9 (67.8)  | 38.5 (101.3)    |
| 일평균 최고 기온 °C (°F) | 5.4 (41.7)   | 7.6 (45.7)  | 12.0 (53.6) | 15.6 (60.1)  | 20.5 (68.9)  | 24.0 (75.2) | 26.1 (79.0)  | 25.7 (78.3)  | 20.7 (69.3)  | 16.0 (60.8)  | 9.5 (49.1)   | 5.6 (42.1)   | 15.7 (60.3)     |
| 일일 평균 기온 °C (°F)   | 1.9 (35.4)   | 3.3 (37.9)  | 6.8 (44.2)  | 10.2 (50.4)  | 15.0 (59.0)  | 18.3 (64.9) | 20.2 (68.4)  | 19.9 (67.8)  | 15.6 (60.1)  | 11.6 (52.9)  | 5.9 (42.6)   | 2.5 (36.5)   | 10.9 (51.7)     |
| 일평균 최저 기온 °C (°F) | −1.6 (29.1)  | −1.0 (30.2) | 1.6 (34.9)  | 4.7 (40.5)   | 9.5 (49.1)   | 12.5 (54.5) | 14.3 (57.7)  | 14.1 (57.4)  | 10.4 (50.7)  | 7.2 (45.0)   | 2.3 (36.1)   | −0.7 (30.7)  | 6.1 (43.0)      |
| 역대 최저 기온 °C (°F)   | −23.0 (−9.4) | −15.5 (4.1) | −15.0 (5.0) | −6.0 (21.2)  | −2.0 (28.4)  | 1.0 (33.8)  | 3.0 (37.4)   | 1.5 (34.7)   | −2.5 (27.5)  | −5.0 (23.0)  | −11.5 (11.3) | −16.0 (3.2)  | −23.0 (−9.4)    |
| 평균 강수량 mm (인치)    | 91.2 (3.59)  | 82.1 (3.23) | 94.6 (3.72) | 102.8 (4.05) | 105.1 (4.14) | 90.0 (3.54) | 100.8 (3.97) | 114.8 (4.52) | 123.3 (4.85) | 118.0 (4.65) | 116.8 (4.60) | 109.9 (4.33) | 1,249.4 (49.19) |
| 평균 강수일수            | 11.2         | 9.4         | 10.2        | 10.3         | 11.6         | 9.1         | 9.6          | 10.2         | 9.1          | 11.4         | 11.7         | 11.0         | 124.8           |
| 평균 월간 일조시간       | 90.8         | 114.7       | 169.4       | 193.6        | 221.0        | 259.7       | 274.6        | 241.2        | 190.3        | 142.6        | 86.7         | 68.7         | 2,053.3         |
| 출처 1: 프랑스 기상청    |              |             |             |              |              |             |              |              |              |              |              |              |                 |
| 출처 2: Infoclimat       |              |             |             |              |              |             |              |              |              |              |              |              |                 |

## 문화
안시는 1960년부터 안시 국제 애니메이션 영화제를, 1999년부터 안시 국제 영화 & 건축 회의를 개최해 왔으며 프랑스에서 가장 오래된 축제 중 하나이다.

## 스포츠
2009년 7월 23일, 안시는 안시호 주변의 개별 타임 트라이얼을 위한 시작/종료 지점으로 투르 드 프랑스의 스테이지 18을 개최했다. 2018년 7월 17일 투르 드 프랑스 2018 스테이지 10의 시작 도시이기도 하다.
안시는 2018년 동계올림픽 유치에 도전했지만, 평창에 패했다. 만약 그들이 선택되었다면 안시는 샤모니(1924), 그르노블(1968), 알베르빌(1992)에 이어 동계올림픽을 개최한 프랑스의 네 번째 도시가 되었을 것이다.
Ligue 1의 전 팀 에비앙 토농 Gaillard FC는 안시에서 홈 경기를 했다. 이 클럽은 2007년에 설립되었으며, 그들의 상징적인 트레이너 Pascal Dupraz 덕분에 리그 1에 도달할 수 있었고 3년 동안 디비전에 머물렀다.
안시 분지는 이 지역에 경제적으로 중요한 활동인 패러글라이딩 스포츠를 위한 세계 최고의 장소 중 하나이다. 이 지역은 정기적으로 주요 대회를 개최하며, 가장 최근에는 2012년 패러글라이딩 월드컵이 있다. 안시는 호수와 산과의 근접성으로 인해 수상 스포츠(세일링, 조정, 웨이크보드, 수상 스포츠)로도 유명하다. 스키) 및 겨울 스포츠(알파인 스키, 스노보드, 노르딕 스키). 비교적 작은 스키 리조트인 Le Semnoz는 안시에서 35분 거리에 있다. 다른 대형 스키 리조트인 La Clusaz 및 Le Grand Bornand는 단 40분 거리에 있다. 안시는 또한 트레일 러너들 사이에서 매우 인기가 있으며 2015년 세계 트레일 러닝 챔피언십과 같은 많은 레이스가 연중 개최된다.

## 볼거리

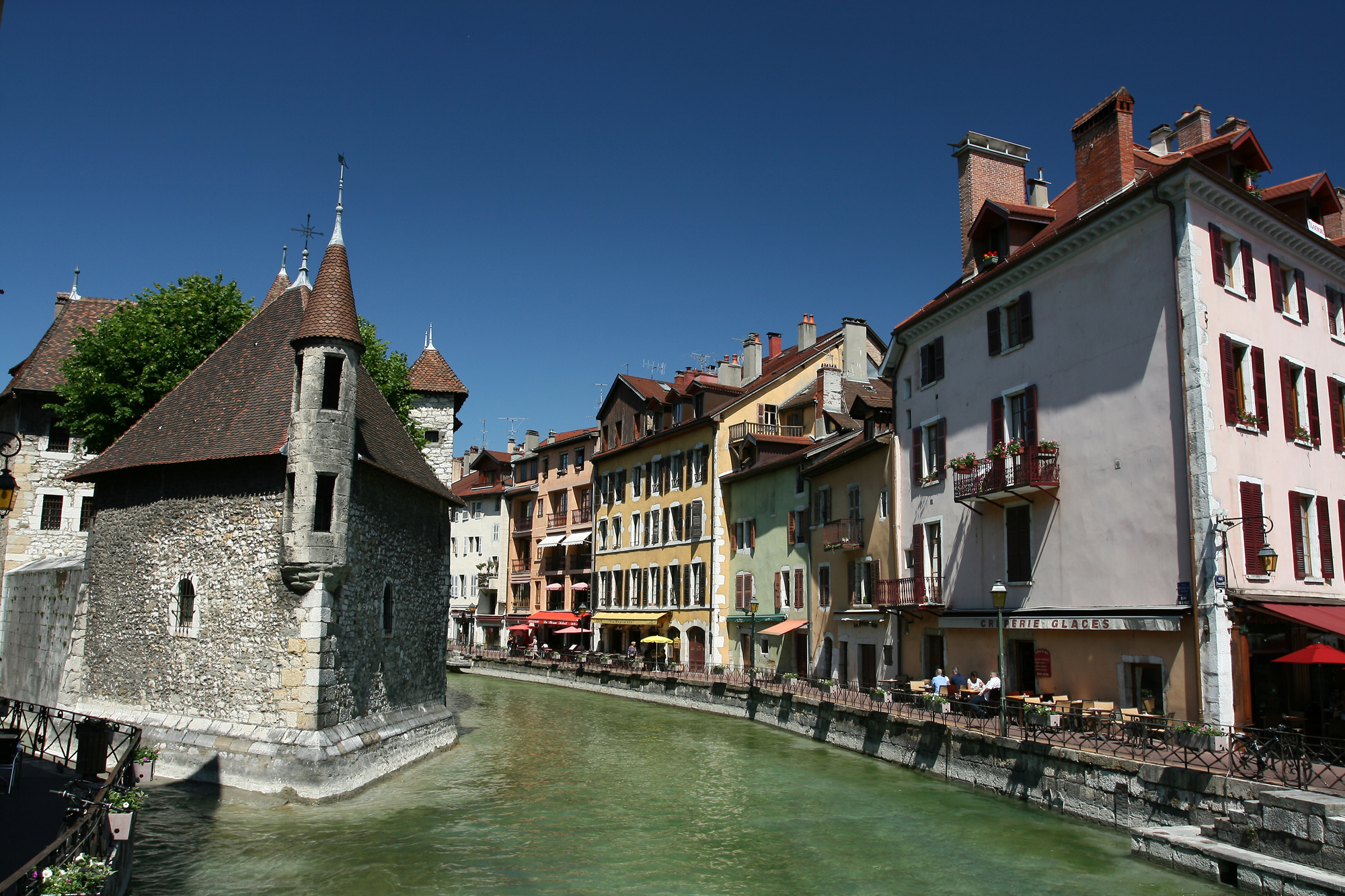
섬궁과 티우강

섬궁(Palais de l'Isle)은 안시의 행정 본부에 있는 티우강의 섬에 있는 12세기 성이다. 이곳은 대부분 프랑스 혁명 때까지 감옥과 법원으로 사용되었다. 다시 제2차 세계대전 당시 감옥이었다. 섬궁은 1900년에 역사적 기념물로 분류되었으며, 현재는 지역 역사박물관이 있다.
- 안시성은 제네바 백작과 제네부아-느무르 공작의 고향이었다.
- 15세기 생모리스 교회

## 교육
- 사보이 몽블랑 대학교
- 폴리텍사부아

## 경제
19세기에는 린넨과 면 제품, 유리, 칼붙이, 토기, 가죽이 주요 생산품이었다. 이 지역은 또한 린넨 표백과 철광업을 수행했다. 1차 세계 대전까지 철도로 엑스레뱅과 연결되었으며, 아마와 면 제품, 펠트 모자, 종이 공장이 있었고 안시 르뷰에서 ‘반겨주던’ 종 주조 공장이 있었다.
안시 및 그 주변에 위치한 회사는 다음과 같다.
- 살로몬 그룹
- adixen 진공 제품
- 소프라 그룹
- 유비소프트 안시

## 교통
안시역은 리옹, 제네바, 파리, 그르노블 및 여러 지역 목적지와 연결된다.
안시 – 오트사부아 – 몽블랑 공항은 현재 개인 항공 운송에만 사용된다.

## 자매 결연 도시
- 영국 첼트넘 (1956)
- 독일 바이로이트 (1966)
- 캐나다 Sainte-Thérèse (1987)
- 이탈리아 비첸차 (1995)
- 슬로바키아 립토우스키미쿨라시 (2003)

## 같이 보기
- 아르피타니아